# 孟姓
孟姓是中國常見的姓氏之一，在《百家姓》中排名第94位， 2006年 中國姓氏人口排行第73位。来自公安部2009年身份证数据库数据，孟姓排名第73， 人口330万。

## 起源
孟姓的得姓始祖之一是鲁桓公的庶子庆父。庆父的儿子孟孫敖继承庆父的禄位。因庆父在庶子中排行最大，而“孟”字在兄弟排行次序里代表最大的，庆父的子孙改称孟孙氏。后来，孟孙氏又简化为孟氏。
春秋时期的卫国，也出现过一支孟氏。这一支孟氏的始祖是卫灵公之兄孟絷，子孙以王父字为氏而姓孟。
另外，秦國武將百里孟明，其後人改用孟姓。

## 分佈
先秦时期。孟姓主要活跃于河南、山东、河北交汇地区。一直至唐朝，孟姓主要在黃河流域一帶分布，且大多集中於河北、山东。
直至唐亡，由于北方政权频繁更迭，中原地区大批南下，孟姓开始在长江流域，得到迅速的扩散。宋时，孟姓第一大省是河北，约占全国孟姓总人口的30%。全国主要分布在河北、山东、四川，这三省集中了孟姓总人口的54%。
明朝时期，孟姓在全国的分布主要集中于山东、山西、河北，这三省大约占孟姓总人口的58.7%。山东为孟姓第一大省，大约占孟姓总人口的32%。
当代孟姓主要集中于山东、河南、河北，这三省的孟姓大约占孟姓总人口的46%。山东为孟姓第一大省，约占孟姓总人口的21%。

## 延伸阅读
[在维基数据编辑]
 《百家姓》
 《欽定古今圖書集成·明倫彙編·氏族典·孟姓部》，出自陈梦雷《古今圖書集成》

## 相關
- 四氏